# Macarena Arrazola
Macarena Arrazola är en ort i Mexiko.   Den ligger i kommunen Gutiérrez Zamora och delstaten Veracruz, i den sydöstra delen av landet, 240 km nordost om huvudstaden Mexico City. Macarena Arrazola ligger 15 meter över havet och antalet invånare är 154.
Terrängen runt Macarena Arrazola är platt. Runt Macarena Arrazola är det ganska glesbefolkat, med 32 invånare per kvadratkilometer. Närmaste större samhälle är Gutiérrez Zamora, 4,3 km nordost om Macarena Arrazola. Omgivningarna runt Macarena Arrazola är en mosaik av jordbruksmark och naturlig växtlighet.